# Pulpa

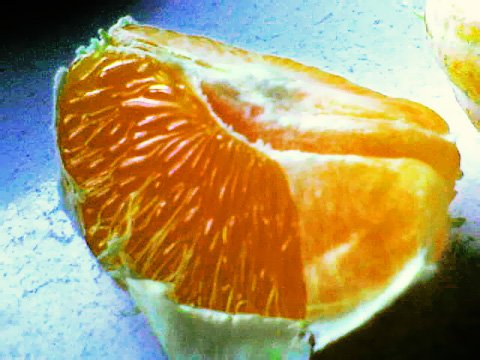
Pulpa de una naranja.

La pulpa es un tejido celular vegetal cuyo objetivo es mejorar la dispersión de las semillas. La pulpa de los diferentes tipos de frutas y verduras desempeña un papel importante en la nutrición. Las frutas y verduras contienen fibra en la forma de celulosa, pectina, lignina y hemicelulosa que son esenciales para la salud. Combinadas, este tipo de fibras de lenta absorción ayudan a incrementar la absorción de los nutrientes, bajar el colesterol, reducir el riesgo de enfermedades del corazón, ayuda a eliminar toxinas y células cancerígenas. 
Para que las plantas puedan diseminar sus semillas en un radio importante, se tienen que servir de animales. Revisten las, a menudo, no digeribles semillas con una jugosa y nutritiva pulpa. Los animales se alimentan de los frutos con las semillas y las depositan, sin haber sido digeridas, en un lugar alejado. De esta forma se extienden las especies de forma más rápida.
A diferencia de las nueces, donde la semilla es el verdadero alimento para los animales, en el caso de los frutos esta se ingiere de forma accidental. Esto tiene la ventaja de que para la misma cantidad de semillas por diseminar son menos las que tiene que crear la propia planta, ya que no solo las que se olvidaron y se perdieron pueden germinar. Además no tienen un caparazón duro que proteja a la semilla. Por el contrario, gracias a la pulpa, muchas especies animales se sienten atraídas a la semilla y contribuyen a la diseminación. Cuando la semilla se depone junto con el excremento, este supone un medio de cultivo con nutrientes. En el caso de drupas, que son devoradas mayoritariamente por los pájaros, la pulpa se separa de la semilla con el pico y esta no se digiere, simplemente se desecha.

## Proceso
Para sacar la pulpa de la fruta o verdura en cuestión se necesita un procesador de alimentos o una licuadora. La fruta o verdura debe pelarse, quitarse la semilla y cortarse en pequeños pedazos antes de procesarla. Mediante presión de la pulpa de la fruta se consigue zumo de fruta, o en el caso de verdura, zumo de verdura.

## En la industria de alimentación
En la industria de alimentación es un término para el producto intermedio, no adecuado para el consumo que se utiliza para confituras, mermeladas, rellenos, bebidas o golosinas.